# Marschnerstraße 12

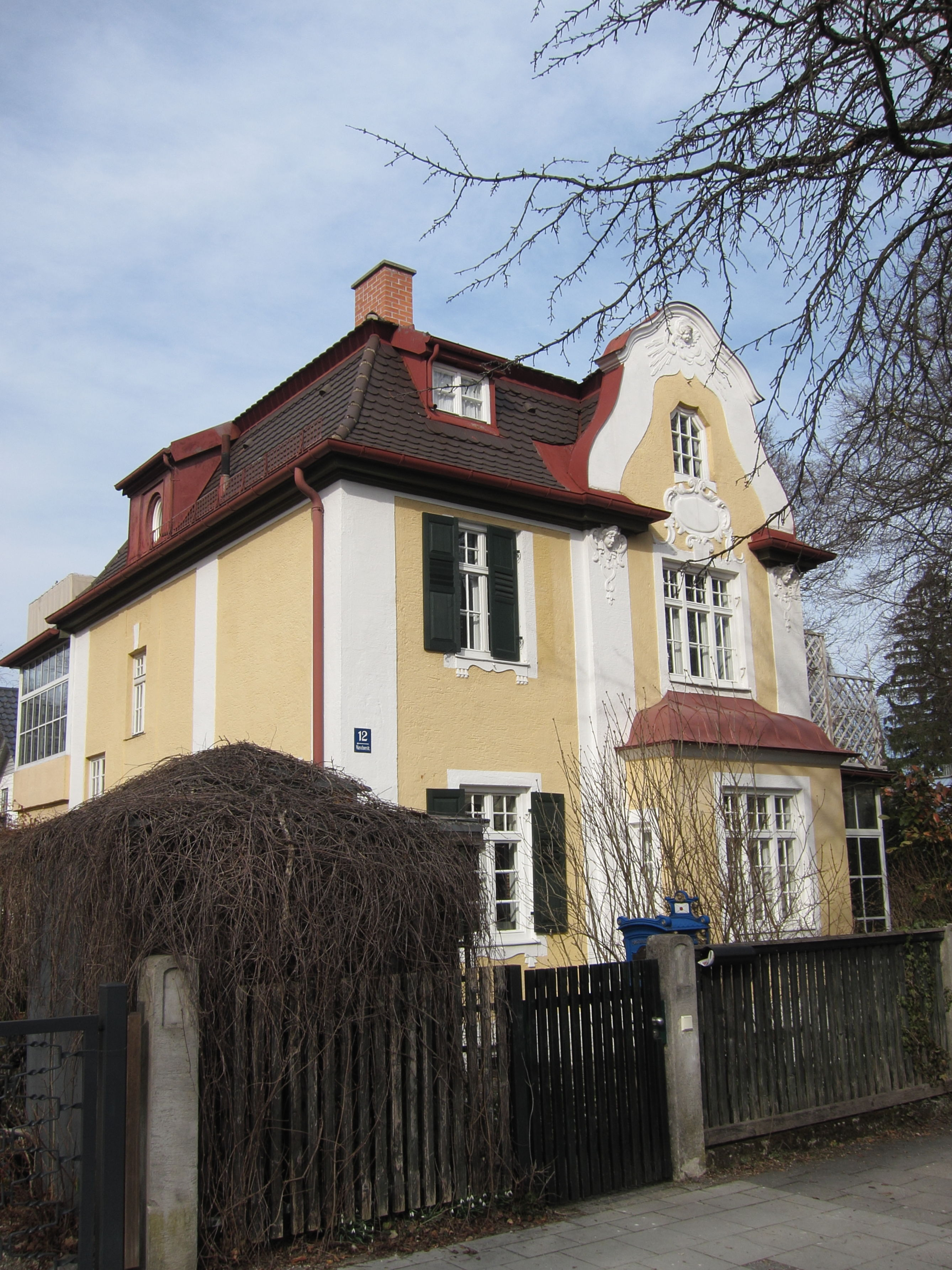
Haus Marschnerstraße 12 in Pasing

Das Wohnhaus Marschnerstraße 12 im Stadtteil Pasing der bayerischen Landeshauptstadt München wurde 1901 errichtet. Die Villa an der Marschnerstraße, die zur Villenkolonie Pasing II gehört, ist ein geschütztes Baudenkmal.
Das Wohnhaus mit Mansarddach wurde nach Plänen des Architekten Otto Numberger erbaut. An der Seite gibt es einen flachen Risaliten. Zur Straßenseite befindet sich ein erdgeschossiger Erker und ein geschwungener Giebel. Im Jahr 1903 erfolgte ein rückwärtiger Anbau.  

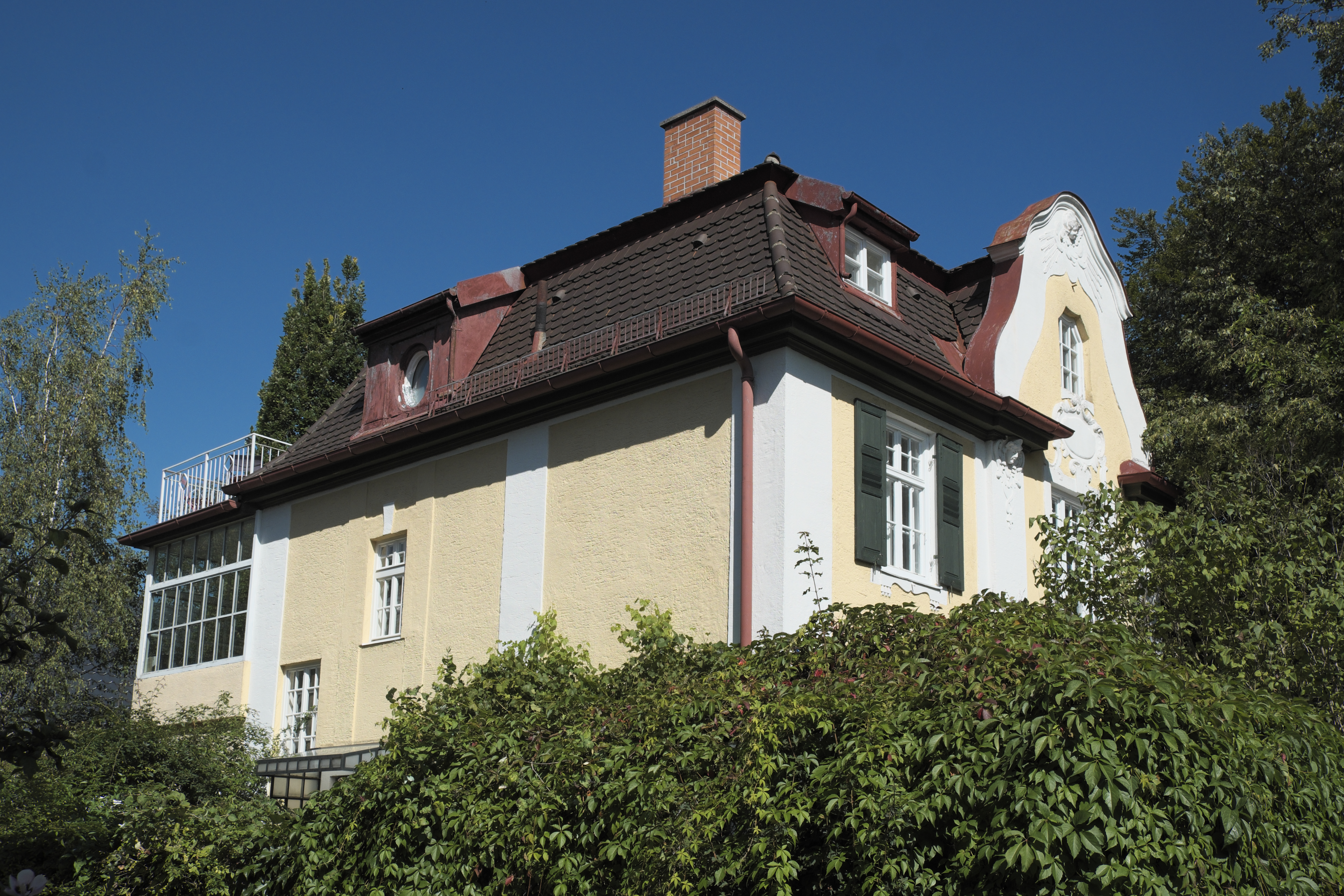
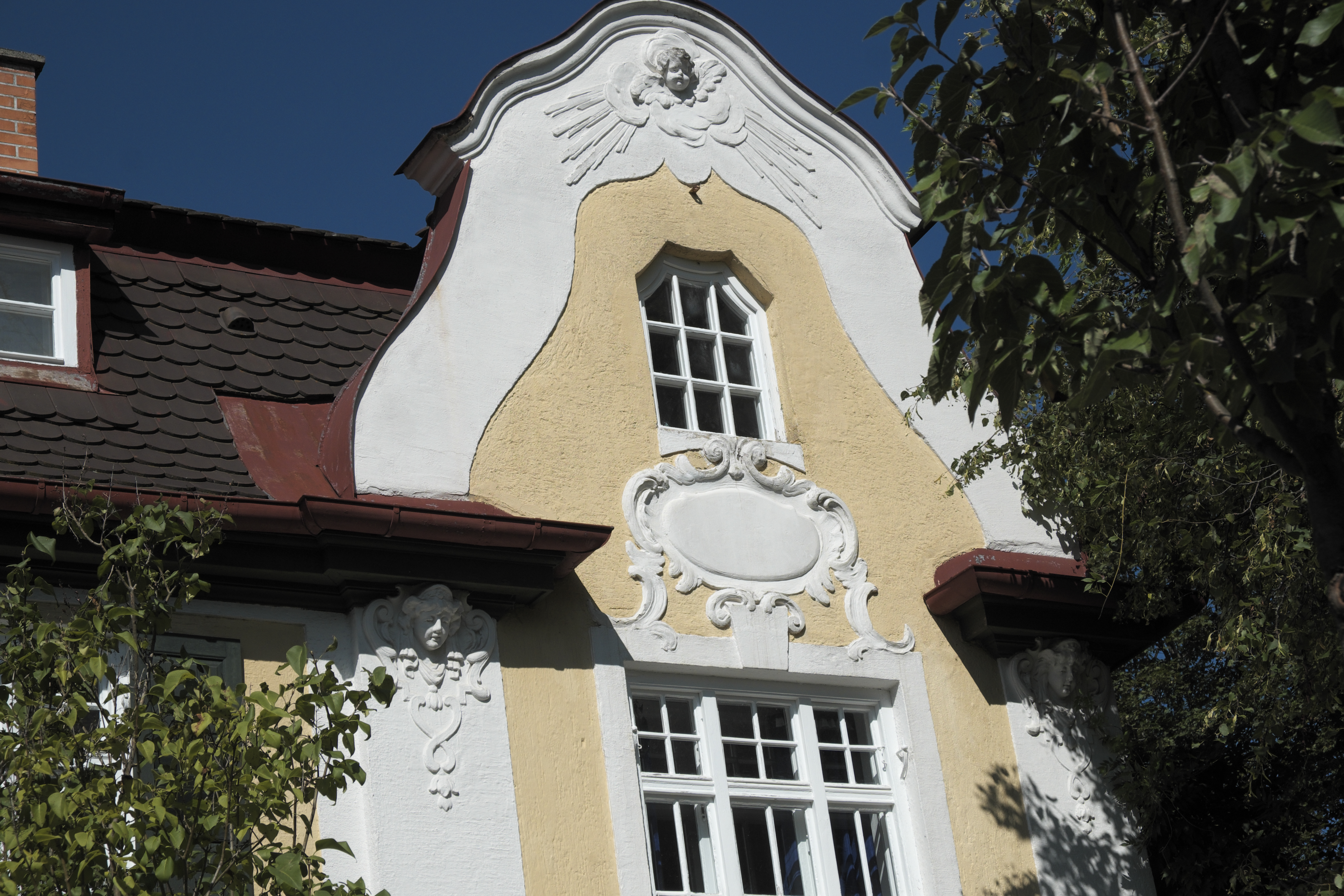
Geschwungener Giebel und Köpfe aus Stuck